# Lankascincus
Genre
Lankascincus est un genre de sauriens de la famille des Scincidae.

## Répartition
Les espèces de ce genre sont endémiques du Sri Lanka.

## Liste des espèces
Selon The Reptile Database (28 sept. 2012) :
- Lankascincus deignani (Taylor, 1950)
- Lankascincus deraniyagalae Greer, 1991
- Lankascincus dorsicatenatus (Deraniyagala, 1953)
- Lankascincus fallax (Peters, 1860)
- Lankascincus gansi Greer, 1991
- Lankascincus greeri Batuwita & Pethiyagoda, 2007
- Lankascincus munindradasai Mendis Wickramasinghe, Rodrigo, Dayawansa & Jayantha, 2007
- Lankascincus sripadensis Mendis Wickramasinghe, Rodrigo, Dayawansa & Jayantha, 2007
- Lankascincus taprobanensis (Kelaart, 1854)
- Lankascincus taylori Greer, 1991

## Publication originale
- Greer, 1991 : Lankascincus, a new genus of scincid lizards from Sri Lanka, with descriptions of three new species. Journal of Herpetology, vol. 25, no 1, p. 59-64.